# なぜなに!? 恋愛調査隊
『なぜなに!?恋愛調査隊』（なぜなに!?れんあいちょうさたい）は、萩わら子による日本の少女漫画作品。

## 概要
『りぼん』（集英社）2007年11月号から2008年4月号まで連載された。
初回こそ約30ページと、ほかのストーリー漫画並みだったが、第2話以降は20ページ以内となっている。また、内容的にはギャグ漫画の要素が相当混ざっており、ストーリー漫画とギャグ系作品の中間にあたる作品といえる。

## 内容
恋に関する疑問をつきつめていくうちに、なぜかおかしな方向に行ってしまう主人公・すずと、その巻き添えとなる周りの人たちの日常を描いたもの。

## 登場人物
木場 涼美（こば すずみ）
主人公。高校1年生。周りからは「すず」と呼ばれている。恋の相手であるたっつん先輩に振り向いてもらいたくてあれこれ試すも、根がガサツなため、常にロクな結果をもたらさず、周りに大迷惑をかけてしまう。でも懲りる様子が全くない。なぜなに戦隊では「ラブ・レッド」（イメージカラーが赤）。
茂木 華苗（もてき かなえ）
すずの暴走の犠牲者・その1。穏やかな性格。その穏やかさに加えて愛らしさを兼ね備えているので、男が寄ってくる。なぜなに戦隊では「ピュア・ピンク」（イメージカラーがピンク）。料理やお菓子作りが得意。
三津木 英子（みつき えいこ）
すずの暴走の犠牲者・その2。サバサバした姉御肌な性格。そのせいか、男に不自由していない。すずに対し、冷静かつ厳しい突込みを入れる。なぜなに戦隊では「モテ・グリーン」（イメージカラーが緑）。
孝治（こうじ）
すずの暴走の犠牲者・その3、というよりはすずの大失敗にフォローを入れる役。ただなかなかそれをすずに認めてもらえない。ただし、感謝された時には喜んでいた。すずのことが好き。
たっつん先輩
すずの高校の先輩。